# Testy systemu Ground Based Interceptor

## Testy rakiet nośnych

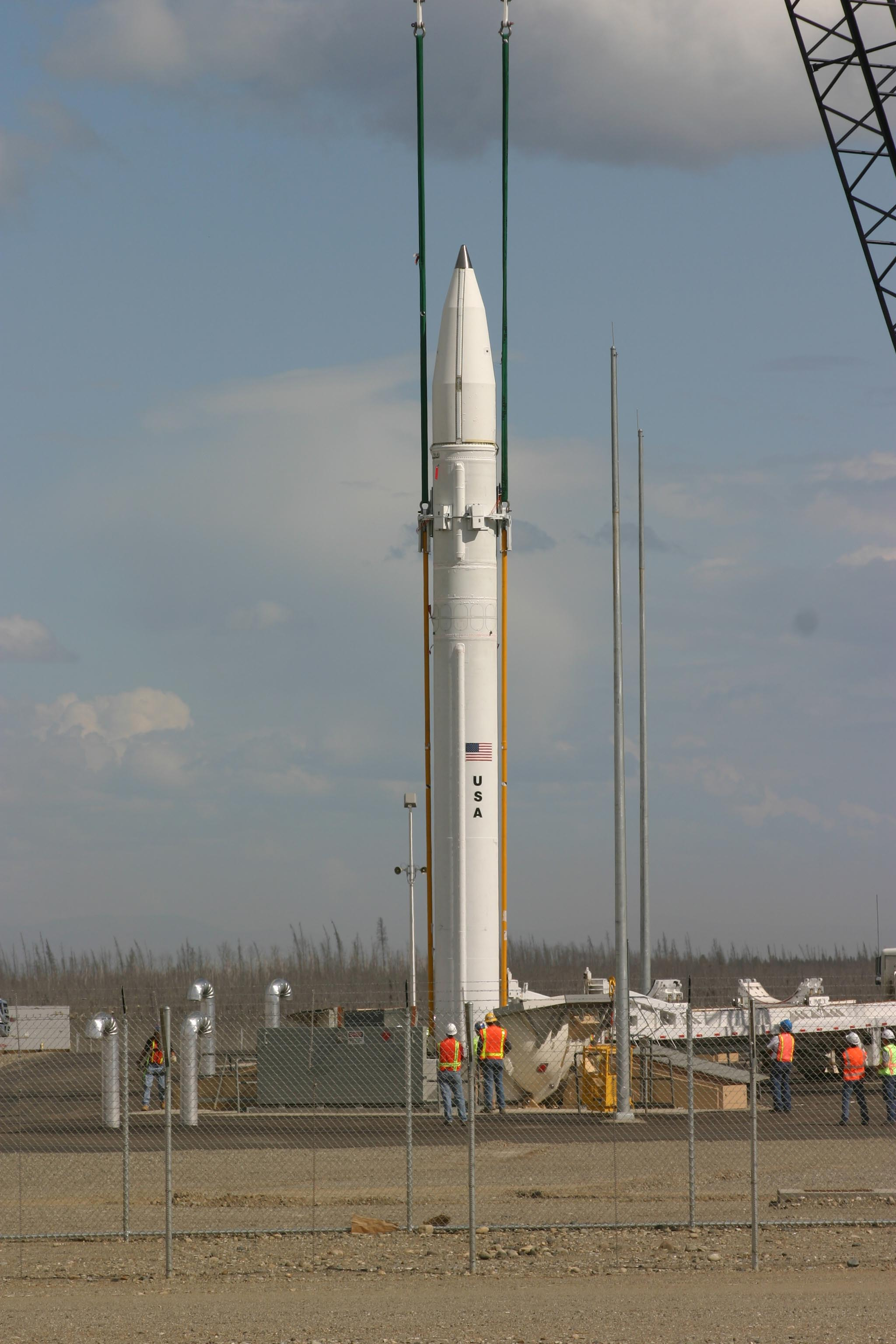
GBI (OBV) nad silosem, Fort Greely Alaska, 22 lipca 2004.

Poniższe zestawienie zawiera wykaz testów rakiet nośnych w ramach programu GBI, które były przeprowadzane od roku 2001. W testach tych brały udział:
1. Rakieta nośna Lockheed Martin PLV (ang. Payload Launch Vehicles) powstała dzięki wykorzystaniu wielu pozostałych po wycofanych pociskach Minuteman II silników rakietowych drugiego i trzeciego stopnia.
2. Rakieta nośna BV-Plus (Booster Vehicle - Plus) powstała na bazie używanej komercyjnie rakiety COTS (Commercial Off-the-Shelf), która w marcu 2002 r. została przekazana Lockheed Martin przez Boeinga w celu jej rozwinięcia i udoskonalenia.
3. Rakieta nośna OBV (Orbital Booster Vehicle) skonstruowana przez Orbital Sciences Corporation (OSC), która ostatecznie wygrała rywalizacje z rakietą BV-Plus na rakietę nośna pocisku GBI. Również ta rakieta (OBV) oparta jest na konstrukcji komercyjnej rakiety nośnej, w tym wypadku Taurus XL.

Wszystkie testy odbywają się z wykorzystaniem rakietowych pól startowych w bazach Vandenberg AFB w Kalifornii, Kwajalein na Pacyfiku oraz Kodiak na Alasce.
- BV-1[2] (28 kwietnia 2001) Test naziemny, polegający na sprawdzeniu procedur naziemnych prowadzących do wystrzelenia rakiety nośnej Boeinga - COTS.
- BV-2 (31 sierpnia 2001) Test COTS w locie, przeprowadzony z osiemnastomiesięcznym opóźnieniem. Zamiast głowicy EKV użyto równoważnego obciążenia. Test nie przewidywał przechwytywania celu. W 33 sekundzie lotu wystąpiły problemy z silnikiem pierwszego stopnia, które w warunkach bojowych zakłóciłyby pracę EKV. Silniki drugiego i trzeciego stopnia pracowały normalnie.
- BV-3 (13 grudnia 2001) Zakończony niepowodzeniem test COTS w locie. Po 30 s. od startu rakieta zeszła z kursu, na skutek czego wydano polecenie samodestrukcji. Szczątki spadły do Oceanu Spokojnego w pobliżu Vandenberg AFB.
- BV-4 (2002) Anulowany.
- BV-6 (16 sierpnia 2003) Pierwszy test lotu Orbital Sciences Booster Vehicle (OBV). Celem testu był jedynie lot po zadanej trasie. Po 25 minutach lotu, OBV osiągnął zakładany pułap 1864 kilometrów w odległości 5280 km. Nastąpiło jednak 24-godzinne opóźnienie startu, na skutek błędu oprogramowania podczas wykonywania procedur przedstartowych, co wywołało konieczność restartu systemów komputerowych.
- BV-5 (9 stycznia 2004) Niepowodzenie pierwszego testu rakiety nośnej Lockheed Martin BV-Plus z symulowanym obciążeniem głowicą. BV-5 zaplanowany był pierwotnie na sierpień 2003 r., przeniesiony następnie na grudzień 2003 r., jednakże w trakcie procedur przedstartowych wykryto usterkę układu scalonego w sekcji silnika 3-stopnia. Kiedy w końcu uporano się z nim, test zakończył się niepowodzeniem z powodu spadku napięcia co uniemożliwiło oddzielenie się próbnej głowicy od rakiety nośnej. W ramach testu nie było przewidywane zestrzelenie celu. Żaden z pocisków GBI rozmieszczanych do października 2004 r. nie posiada rakiety nośnej BV-Plus Lockheeda - decyzje taka podjęto na skutek dochodzenia po dwóch wypadkach w zakładach Pratt & Whitney przyrządzających mieszankę paliwową dla rakiety nośnej Lockheeda Martina[3].
- IFT-13A Test rakiety nośnej Lockheed Martin BV-Plus został anulowany w związku z dwoma eksplozjami w zakładach przygotowania mieszanki paliwowej dla tej rakiety latem i esienią 2003 roku i podjęciem przez MDA decyzji o kontynuowaniu prac nad nosicielem EKV tylko na bazie rakiety Orbital Sciences Corp.
- IFT-13B (26 stycznia 2004). Ten test przeprowadzono z symulowanym EKV na pokładzie startującej z Atolu Kwajalein rakiety OBV skonstruowanej przez Orbital Sciences Corp., przeciwko symulowanemu celowi startującemu z Vandenberg AFB. Założenia testu nie przewidywały przechwycenia celu. W tym teście wykorzystano najnowsza wersje oprogramowania kontroli ognia dostarczonego przez Northrop Grumman. To drugi test OBV.
- IFT-13C (15 grudnia 2004). Rakieta nośna nie zdołała opuścić silosu. W tym teście uczestniczył najnowszy OBV mający wystartować z Kwajalein w kierunku celu wystrzelonego z Kodiak. Test nie powiódł się, gdyż system startowy wyłączył się na 23 sekundy przed startem. Według słów Lt. Gen. Trey Oberinga - szefa MDA, była to "mała usterka oprogramowania". Jego zdaniem doszło do utraty przez magistrale komunikacyjną 1553 zbyt wielkiej liczby komunikatów elektronicznych, co jest winą projektantów systemu, którzy dopuścili do zbyt wysokiego poziomu akceptacji utraty informacji technicznych przez system. Wielu fachowców[kto?] uważa jednak, że szyna 1553 jest po prostu zbyt wolna, aby obsłużyć tak szybko spływające informacje. Oficjalnie test został zakwalifikowany jako "fly-by", w którym pocisk miał minąć się z celem, jednakże urzędnicy programu GBI uważają, że gdyby nie zastosowano imitacji EKV i głowicy-celu, lecz prawdziwe egzemplarze, cel zostałby zniszczony (gdyby oczywiście GBI w ogóle wystartował). Przeprowadzenie testu IFC-13C było pierwotnie planowane na grudzień 2003 roku, jednakże podczas inspekcji naziemnej systemu stwierdzono, uszkodzenia w obwodach elektrycznych EKV mogące zakłócić system sterowania i kontroli kill vehicle (Divert and Attitude Control System - DACS) i konieczność wymiany tych elementów.

## Testy systemu
Poniższe zestawienie zawiera najważniejsze testy z lotem systemu Ground Based Interceptor - (GBI). W ciągu lat Agencja Obrony Antybalistycznej (Missile Defense Agency - MDA) dążyła do jak najszybszego rozmieszczenia pierwszych pocisków GBI. Testy były jednak wielokrotnie opóźniane, anulowane, a ich cele i zadania często zmieniane. W tym czasie, MDA kilkakrotnie zmieniała nomenklaturę testów, co jest ogromnie kłopotliwe przy ich analizie. Zestawienie zawiera ostatnie znane informacje na temat lotów testowych, lecz także wszystkie nomenklatury dla ukazania ewolucji programu, terminarzu, oraz zadań testów GBI. System GMD, którego częścią jest pocisk GBI wciąż nie przeszedł wszystkich prób, zwłaszcza tych zbliżających go do realiów obrony antybalistycznej. Do 5 grudnia 2008 roku, system uzyskał 8 skutecznych zniszczeń przechwytywanego obiektu, na 13 prób.
| Nr testu                                         | Data          | Trafienie   | Utrudnienia | Opis |
| ------------------------------------------------ | ------------- | ----------- | --- | --- |
| IFT-1A                                           | 24.06.1997    | n/a         | 10 obiektów w grupie celu - pozorowana głowica (cel), stopnie rakiety która wyniosła cel i wabiki oraz 8 wabików i celów fałszywych. Na tę ostatnia grupę, składały się 3 cele fałszywe o identycznym z głowicą kształcie stożka i 5 kulistych balonów. Jeden z balonów o średnicy 2.2 metra miał jaśniejsza sygnaturę w podczerwieni od stanowiącej cel głowicy ćwiczebnej, dwa mniejsze balony miały ten sam stopień jaskrawości co głowica jednak w chwili separacji z rakiety nośnej, nie ulokowały się w przestrzeni jak oczekiwano, stąd nie były wiarygodnym instrumentem testu oraz dwa najmniejsze i znacznie jaśniejsze od głowicy balony uwolnione przez odseparowany od rakiety nośnej kanister. | Test konkursowy, zmierzający do wyłonienia zwycięzcy konkursu na głównego producenta EKV. Zadaniem testu była ocena wydajności skonstruowanego przez Boeinga urządzenia poszukiwawczego wbudowanego w EKV, ocena zbierania danych fenomenologicznych celu, tworzenia modelu celu przez system komputerowy EKV oraz ocena algorytmów wykrywających wabiki i cele fałszywe. Test niemający doprowadzić do zestrzelenia celu - pocisk miał minąć się z nim. Boeing przegrał rywalizację o kontrakt. |
| IFT-2                                            | 16.01.1998    | niedostępne | Jak w teście IFT-1A | Test konkursowy z zastosowaniem oprogramowania i urządzeń skonstruowanych przez Raytheon. Zadania i zasady testu identyczne z testem IFT-1A. Raytheon został nagrodzony kontraktem na budowę EKV. |
| IFT-3                                            | 02.10.1999    | T           | Jedynym środkiem utrudniającym, zastosowanym w trakcie tego testu, był wielki 2,2 metrowy balon jak w testach IFT-1 oraz IFT-2, o sześciokrotnie większej sygnaturze w podczerwieni od zastosowanej głowicy-celu. | Test miał za zadanie sprawdzić wyłącznie działanie EKV. Pojazd niszczący został dostarczony w rejon celu z użyciem środków zastępczych i dopiero z chwilą rozmieszczenia na odpowiedniej wysokości Kill vehicle zaczął pracować samodzielnie w celu zniszczenia imitacji wrogiej głowicy. Z powodu wadliwego działania jednego z bezwładnościowego układu służącego określeniu własnej pozycji względem celu (Inertial Measurement Unit - IMU) EKV zmuszony został do zastosowania urządzeń rezerwowych co ograniczyło wydajność całego systemu. EKV zmuszony został tym samym do użycia także funkcji "step-stare" do rozszerzenia pola widzenia. Po zastosowaniu tej procedury, pojazd niszczący dostrzegł cel. Ponieważ przynęta była znacznie jaśniejsza od celu, została zlokalizowana przez EKV wcześniej. Dzięki zastosowanym algorytmom, komputer na pokładzie EKV wykrył różnicę charakterystyki wabika względem zaprogramowanej wcześniej charakterystyki celu, i skierował kill vehicle na drugi - odpowiadający właściwej charakterystyce - obiekt. Równolegle do testu EKV, przetestowany został także układ kontroli i zarządzania walką (Battle Management Command, Control and Communications - BMC3) i inne elementy, które funkcjonowały sprawnie. W związku z pozostawaniem wciąż w fazie konstrukcji pokładowego radaru XBR, w teście musiano użyć prototypu radaru naziemnego (Ground Based Radar Prototype - GBR-P), co znacznie ograniczyło możliwości systemu. W związku z faktem, iż jako radar naziemny, GBR-P nie jest w stanie kontrolować całej ścieżki pocisku, na głowicy-celu zamontowano odbiornik GPS (Global Positioning System) który emitował dane o lokalizacji celu. Z tego samego powodu, zastosowano także pracujący w zakresie C radar podświetlania celu |
| IFT-4                                            | 18.01.2000    | N           | Podobnie jak w poprzednim teście, także w tej próbie zastosowano jedynie balon o średnicy 2,2 m. Dla uproszczenia testu zrezygnowano z mniejszych balonów. | IFT-4 był pierwszym testem przeprowadzonym z użyciem wszystkich procedur, począwszy od procedur początkowych akcji bojowej, aż po procedury finału - z użyciem wielu prototypowych elementów systemu. Również w tym przypadku zastosowano jednak zastępczy nośnik EKV do wyniesienia pojazdu do strefy ataku. Przyczyną niepowodzenia w przechwyceniu celu, była awaria kriogenicznego systemu chłodzenia EKV, który przestał schładzać sensory podczerwieni do właściwej temperatury ich pracy. Z przedstawionych przy poprzednim teście powodów, ponownie zastosowano GBR-P, GPS oraz pracujący w zakresie C radar podświetlania celu. |
| IFT-5                                            | 08.07.2000    | N           | Zastosowano jedynie balon 2,2-metrowy, który jednak nie nadmuchał się prawidłowo co skłoniło Missile Defense Agency do podjęcia decyzji o stosowaniu innych wabików w przyszłości. | Druga próba z zastosowaniem wszelkich procedur, a także z zamiarem przechwycenia i zniszczenia celu. W teście po raz pierwszy użyto prototypowego podsystemu IFICS (In-Flight Interceptor Communications System), bazującego na docelowo siedmiu naziemnych parach stacji, systemu komunikacji między BMC3 a pociskiem GDI. Bezpośrednia przyczyna niepowodzenia testu, było nieodłączenie się EKV od rakiety nośnej na skutek awarii magistrali danych 1553 w rakiecie nośnej. |
| IFT-6                                            | 14.07.2001    | T           | Jeden balon o średnicy 1,7 m o około trzykrotnie większej sygnaturze w podczerwieni niż sygnatura pocisku | Ten test był powtórką testu IFT-5. Po raz pierwszy jednak użyto w nim prototypowego radaru XBR pracującego w zakresie fal X. Nie był on jednak jeszcze w stanie wystarczająco szybko przetwarzać informacji, co spowodowało fałszywą początkową informację, że EKV chybił celu, co gdyby zdarzyło się w prawdziwej sytuacji bojowej, spowodowałoby natychmiastowe wystrzelenie kolejnych pocisków do nieistniejącego już celu. Zniszczenie celu zostało jednak potwierdzone informacjami pochodzącymi z czujników umieszczonych na satelitach, specjalnym Boeingu 747 oraz stacjach naziemnych. Te systemy zapasowe nie będą jednak dostępne przy zastosowaniu w pełni już rozwiniętego XBR. Większość danych o pozycji głowicy-celu pochodziła z zainstalowanej w niej "latarni" pracującej w zakresie fal C. W teście tym zidentyfikowane usterkę we wbudowanym w EKV systemie oceny danych o pozycji celu. Missile Defense Agency (MDA) uważa iż anomalie te mogły być spowodowane przez promieniowanie elektromagnetyczne biorącego udział wyłącznie w testach okablowania. Okablowanie to, było jednak używane jeszcze w testach IFT-7, IFT-8 oraz IFT-9 |
| IFT-7                                            | 03.12.2001    | T           | W teście udział wziął taki sam wabik jak w teście IFT-6 | Jedyną zmianą w tym teście była zmiana wyrzutni rakiety nośnej celu. Orbital Target Launch Vehicle zamienił pełniącego dotychczas tę rolę Lockheed Martin Multi-Service Launch System. Sam zaś zestaw celu, składający się z przenoszącego głowice-cel i przynętę ICBM Minuteman, nie zmienił się. Zadaniem celu było sprawdzenie integracji elementów systemu. Ponownie też zastosowano wbudowane w cel urządzenie przekazujące informacje o jego pozycji. Krytycy stwierdzili wobec tego, że jeszcze przed rozpoczęciem testu pocisk przechwytujący otrzymuje ogromne bogactwo informacji o celu, kwestionując w związku z tym realizm operacyjny. |
| IFT-8                                            | 15.03.2002    | T           | Dla zwiększenia trudności testu, użyto 3 wabików - jednego dużego balona oraz dwóch mniejszych. Krytycy utrzymują, ze wszystkie te przynęty znacznie różniły się od celu. Duży balon posiadał znacznie większa sygnaturę w podczerwieni niż głowica, balony zaś mniejsze, również odróżniały się od celu, w tym wypadku mniejszą sygnaturą. | Kill vehicle ponownie otrzymał przed startem informacje o celu, co może być odpowiednie we wczesnym etapie testów, jednakże odbiega od realizmu. W okresie testu IFT-8 Pentagon zaplanował 20 kolejnych testów - raz na 4 miesiące, jednakże założenia tego nie udało się zrealizować. |
| IFT-9                                            | 14.10.2002    | T           | W teście użyto zestawu trzech przynęt. Z powodu jednak dokonanego przez MDA w maju 2002 r. utajnienia danych przynęt, ich charakterystyka nie jest znana. | Po raz pierwszy w systemie obrony antybalistycznej użyto radaru Aegis SPY-1. radar ten śledził lot pocisku celu, a zbierane tą droga informacje przekazywał do systemu zarządzania walką, jednakże dane te nie zostały użyte dla osiągnięcia trafienia w cel. W teście ponownie użyto transpondera w paśmie C na głowicy-celu. Test IFT-9 był pierwotnie planowany na sierpień 2002 r., jednakże został on dwukrotnie opóźniony. Po raz pierwszy z powodu przecieku w zbiorniku helu EKV, a następnie z uwagi na problemy z dyszą rakiety nośnej. |
| IFT-10                                           | 11.12.2002    | N           | Stopniowe zwiększanie trudności w ramach programu testów było znacznie mniejsze niż pierwotnie planowano. Przykładowo, do testu IFT-7 miał być zgodnie z planem wykorzystany pojazd powrotny (ang. re-entry vehicle) o kaskadowej ścieżce spadania, lecz problemy z technologia GMD nie pozwoliły jeszcze na zastosowanie tego rodzaju celu. Tego rodzaju odstępstwa od planów, zwłaszcza w zestawieniu z opóźnieniami następnych po IFT-10 testów, przeszkodziły MDA w wykazaniu zdolności technologii GMD do dyskryminacji celów fałszywych w bardziej realistycznych scenariuszach testów. | Niepowodzenie testu było skutkiem nieodłączenia się EKV od pocisku Minuteman. Problem powstał przez ułamanie się pinu uruchamiającego laser uwalniający elementy łączące ICBM z EKV. Nieopuszczenie przez EKV rakiety nośnej uniemożliwiło kill vehicle podjęcie akcji przeciwko celowi. Rozpad pinu nastąpił na skutek nadmiernych wibracji związanych z usuwaniem kawałka pianki izolującej przez jednego z podwykonawców, co miało na celu ułatwienie sobie wykonania przeglądu systemu. Niepowodzenie IFT-10 kosztowało pozbawienie Boeinga i Raytheona dużej części wynagrodzenia. Test ten był pierwszym nocnym testem w ramach programu GMD, jednakże z powodu niepowodzenia nie spełnił on swojego zadania jakim była prezentacja zdolności systemu do przechwycenia celu w warunkach nocnych. W teście tym, po raz pierwszy w GMD zastosowano radary systemów THAAD oraz Airborne Laser - obydwa do śledzenia lotu pocisku celu po jego starcie. IFT-10 był zarazem ostatnim testem w którym zastosowano zastępczego nosiciela EKV |
| IFT-11 oraz IFT-12                               | anulowane     | niedostępne | W styczniu 2003 roku Missile Defense Agency ogłosiła, że zamierza anulować testy IFT-11 oraz IFT-12 i skupić się w tym czasie na dopracowaniu rakiety nośnej dla GDI. Te i inne rezygnacje z testów zagroziły planom Administracji prezydenta George'a W. Busha rozmieszczenia pierwszych pocisków GBI już w roku 2004 | W styczniu 2003 roku Missile Defense Agency ogłosiła, że zamierza anulować testy IFT-11 oraz IFT-12 i skupić się w tym czasie na dopracowaniu rakiety nośnej dla GDI. Te i inne rezygnacje z testów zagroziły planom Administracji prezydenta George'a W. Busha rozmieszczenia pierwszych pocisków GBI już w roku 2004 |
| IFT-13                                           | anulowany     | niedostępne | MDA anulowała test IFT-13 koncentrując wysiłki na rozwoju nowej rakiety nośnej dla GBI w ramach programu GMD. W zamian zaplanowano trzy testy rozwojowe rakiety nośnej, oznaczone sygnaturami IFT-13A, -13B, oraz -13C, które zostały opisane w części dotyczącej testów rakiet nośnych. | MDA anulowała test IFT-13 koncentrując wysiłki na rozwoju nowej rakiety nośnej dla GBI w ramach programu GMD. W zamian zaplanowano trzy testy rozwojowe rakiety nośnej, oznaczone sygnaturami IFT-13A, -13B, oraz -13C, które zostały opisane w części dotyczącej testów rakiet nośnych. |
| IFT-14                                           | 13.02.2005    | N           | bd. | W tym teście zaplanowano przechwycenie i zniszczenie celu. Pocisk GBI oparty na rakiecie nośnej skonstruowanej przez Orbital Sciences Corporation i EKV Raytheona, powinien wystartować z Kwajalein i zniszczyć cel startujący z bazy Kodiak na Alasce. Podobnie jak miało to miejsce w teście rakiety nośnej IFT-13C, próba nie powiodła się, z powodu nieopuszczenia przez pocisk silosu. System samoczynnie wyłączył się na kilka sekund przed startem, w związku z faktem, że ramiona podtrzymujące pocisk w silosie nie uwolniły go. Stało się to powodem, podjęcia przez MDA decyzji o zastąpieniu ramion w silosie innym systemem. Podjęto także decyzje, o wymianie systemów podtrzymujących pociski także we wszystkich innych silosach systemu GBI. |
| IFT-15                                           | bd.           | bd.         | Brak informacji o tym teście, planowanym na jesień lub zimę 2004 roku. Test mógł być anulowany, co potwierdzałby fakt przeprowadzenia nie opisanego tu testu IFT-15A, który służył jedynie do zbierania radarowych informacji o locie. W planach MDA, test IFT-15 miał być testem przeprowadzonym na pełną skalę z zastosowaniem wszystkich procedur i urządzeń, zaś jego celem miało być zniszczenie pocisku startującego z bazy Kodiak na Alasce, za pomocą GBI wystrzelonego z Kwajalein na Pacyfiku. | Brak informacji o tym teście, planowanym na jesień lub zimę 2004 roku. Test mógł być anulowany, co potwierdzałby fakt przeprowadzenia nie opisanego tu testu IFT-15A, który służył jedynie do zbierania radarowych informacji o locie. W planach MDA, test IFT-15 miał być testem przeprowadzonym na pełną skalę z zastosowaniem wszystkich procedur i urządzeń, zaś jego celem miało być zniszczenie pocisku startującego z bazy Kodiak na Alasce, za pomocą GBI wystrzelonego z Kwajalein na Pacyfiku. |
| Cel średniego zasięgu, wystrzeliwany z powietrza | 08.04.2005    | niedostępne | W tym teście, celem była wystrzelona z samolotu C-17 rakieta średniego zasięgu na północny zachód od Hawajów. Według informacji udzielonych przez MDA, "Silnik rakietowy pocisku uruchomił się, wynosząc pocisk na trajektorię ponad Oceanem Spokojnym". Jak planowano, użyto radaru Cobra Dane. | W tym teście, celem była wystrzelona z samolotu C-17 rakieta średniego zasięgu na północny zachód od Hawajów. Według informacji udzielonych przez MDA, "Silnik rakietowy pocisku uruchomił się, wynosząc pocisk na trajektorię ponad Oceanem Spokojnym". Jak planowano, użyto radaru Cobra Dane. |
| FT 04-5                                          | wrzesień 2005 | niedostępne | To test sprawdzający wydajność radaru Cobra Dane, który został użyty do śledzenia celu dalekiego zasięgu. Według oficjalnych informacji, Cobra Dane pracował tak jak oczekiwano, jednakże zdaniem urzędników Biura Dyrektora Testów Operacyjnych i Rozwojowych, "sposób opracowania oprogramowania radaru może spowodować, że GMD stanie się elementem zbędnego inwentarza". | To test sprawdzający wydajność radaru Cobra Dane, który został użyty do śledzenia celu dalekiego zasięgu. Według oficjalnych informacji, Cobra Dane pracował tak jak oczekiwano, jednakże zdaniem urzędników Biura Dyrektora Testów Operacyjnych i Rozwojowych, "sposób opracowania oprogramowania radaru może spowodować, że GMD stanie się elementem zbędnego inwentarza". |

Opis testów nie jest skończony i wymaga uzupełnienia. Testy wciąż trwają.